# José Lacalle
José María Lacalle García (Cadice, 17 novembre 1859 – Brooklyn, 11 giugno 1937) è stato un clarinettista, compositore, direttore d'orchestra e critico musicale spagnolo naturalizzato statunitense, conosciuto nell'America anglosassone come Joseph M. Lacalle, è molto famoso per aver composto la canzone Amapola nel 1920. In alcune fonti il suo cognome è scritto erroneamente LaCalle.

## Biografia
José María Lacalle García nacque a Cadice, in Spagna, ed emigrò negli Stati Uniti nel 1884, navigando dal porto di L'Avana, Cuba, al porto di New York sulla S/S Newportt. Si è esibì su strumenti a fiato con una serie di band popolari tra cui la John Philip Sousa Band, la Patrick Gilmore Band, la 7° Regiment Band, la Hoadley Musical Society Amateur Orchestra e la Columbia Spanish Band. Diresse la sua band, la Lacalle Band, e la 23° Reggiment Band. Lacalle diresse gruppi strumentali per la Columbia tra il 1917 e il 1929, e partecipò alle prime registrazioni per altre case discografiche.
Lacalle compose numerose canzoni e marce, tra cui Twenty-third Regiment March (1902), Pobrecito Faraón (1923), Amapola (1920), Aquel Beso (1927) e The Light That Never Fails (Luz Eterna) (1928).
Amapola era originariamente composta da testi spagnoli ed eseguito strumentalmente. All'inizio degli anni '40 Albert Gamse scrisse il testo inglese. La canzone fu quindi registrata da numerosi artisti. Jimmy Dorsey ha registrato una versione che è arrivata al primo posto nelle classifiche di Billboard. Arrivò fino al numero 1 in Your Hit Parade nel 1941.
In seguito Lacalle lavorò come critico musicale per la Columbia Phonograph Company. Fondò la Spanish Theater Company a Brooklyn e fece conoscere la Zarzuela al pubblico americano. Fu anche importante nel promuovere la musica spagnola e cubana. Morì a Brooklyn, New York nel 1937 all'età di 76 anni.